# Lev Vladímirski
Lev Anatólievich Vladímirski (en ruso: Лев Анато́льевич Влади́мирский; Guryev, Imperio ruso, 14 de septiembrejul./ 27 de septiembre de 1903greg. - Moscú, Unión Soviética, 7 de septiembre de 1973) fue un oficial naval soviético y almirante (1954), uno de los comandantes de la Flota del Mar Negro durante la Segunda Guerra Mundial.

## Biografía

### Infancia y juventud
Lev Vladímirski nació el 27 de septiembre de 1903 en la ciudad de Guryev (actualmente Atirau en Kazajistán) en esa época parte del Imperio ruso, en el seno de una familia de una maestra de escuela y comadrona. En 1921 se unió al Ejército Rojo como voluntario durante la Guerra civil rusa y luchó contra los insurgentes islámicos en Turquestán, más tarde se ofreció como voluntario para el servicio en la marina. En 1925, se graduó en la Escuela de Comando Naval de Petrogrado y estudió en los cursos especiales para oficiales al mando (1927) y en la Academia Militar del Estado Mayor (1952).
Vladímirski navegó a bordo de una serie de barcos en los mares Negro y Azov como navegante, jefe de guardia, artillero y subcomandante superior de un destructor. Desde 1932, comandó una escolta de destructores y, desde 1937, se desempeñó como jefe de Estado Mayor de la brigada de cruceros y oficial de operaciones de una brigada de cruceros. Entre mayo de 1925 y mayo de 1926 ejerció como navegante del buque torpedero Teniente Schmidt (antiguo Svirepy) de la clase Sokol y el destructor Petrovsky (antiguo Korfu).
- De mayo a octubre de 1926 - Jefe de la Guardia del crucero ligero Chervona Ukraina de la clase Svetlana .
- De octubre de 1927 a mayo de 1930 - Artillero de los destructores Shaumyan, Nezamozhnik y Petrovsky.
- De mayo a diciembre de 1930 - Artillero insignia de la división de destructores de la Flota del Mar Negro.[3]
- De diciembre de 1930 a mayo de 1932 - Asistente del capitán del destructor Shaumyan.
- De mayo de 1932 a abril de 1935 - Capitán del barco patrullero Shkval
- De abril de 1935 a octubre de 1936 - Capitán del destructor Petrovsky.

De octubre a diciembre de 1936, fue nombrado capitán al mando del destructor líder  Moscú de la clase Leningrado. Después, asumió el puesto de capitán del destructor Járkov, también de la clase Leningrado. Desde octubre de 1937 hasta junio de 1938 fue Jefe del Estado Mayor de la brigada de cruceros de la Flota del Mar Negro. Bajo el seudónimo de «Rassmussen» participó en la entrega de armas al Ejército Popular de la República de la República Española durante la Guerra civil española en el vapor francés Bonifacio.
De junio de 1938 a enero de 1939, fue comandante del destacamento de embarcaciones hidrográficas, formado por los buques hidrográficos de la Armada de la URSS Polyarny y Partizan, con los que llevó a cabo la travesía polar entre Leningrado y Vladivostok. De marzo a junio de 1939 estuvo a disposición del Comisariado del Pueblo de la Armada, en un viaje de negocios a la ciudad italiana de Livorno donde participó en la recepción del destructor Tashkent construido por Italia para la Armada Soviética.
En junio de 1939 fue nombrado comandante de un escuadrón de barcos de la Flota del Mar Negro. El 4 de junio de 1940 se le concedió el grado militar de contralmirante.

### Segunda Guerra Mundial
Tras la invasión nazi de la Unión Soviética (Operación Barbarroja), continuó en su puesto de contraalmirante.  Los barcos del escuadrón a su mando atacaron los puertos de Rumania, así mismo tuvieron un destacado papel en la batalla de Odesa (1941) y Sebastopol (1941-1942) transportando refuerzos, munición, vituallas y suministros de todo tipo, evacuando heridos y civiles, así mismo, realizaron un nutrido fuego de cobertura contra las fuerzas del Eje. A finales de 1942, participó en la batalla de la península de Kerch, un fallido intento de levantar el sitio de Sebastopol y liberar toda la península de Crimea mediante un ambicioso desembarco anfibio en los alrededores de Teodosia. Durante la operación estuvo al mando de los barcos del destacamento de desembarco. El 17 de junio de 1942 se le concedió el grado militar de vicealmirante.

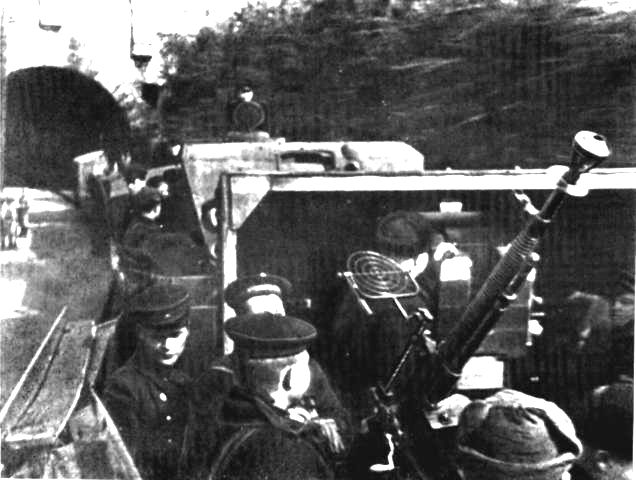
Marineros de la Flota del Mar Negro durante el asedio de Sebastopol

El 24 de abril de 1943 fue nombrado comandante de la Flota del Mar Negro. Durante la operación Novorossiysk-Taman en septiembre-octubre de 1943, las formaciones de combate bajo su mando apoyaron a las tropas que desembarcaban en la cabeza de puente, con fuego pesado de artillería de los barcos y ataques de la aviación naval, evitando así que las fuerzas del eje se afianzaran en las líneas intermedias.
Posteriormente, participó en la planificación y dirección de la Operación Kerch-Eltigen (31 de octubre - 11 de diciembre de 1943) gracias a la cual el Ejército Rojo en coordinación con la Flota del Mar Negro, consiguió establecer una cabeza de puente al este de Crimea, en los alrededores de Kerch, que sería de gran importancia en la posterior ofensiva de Crimea.

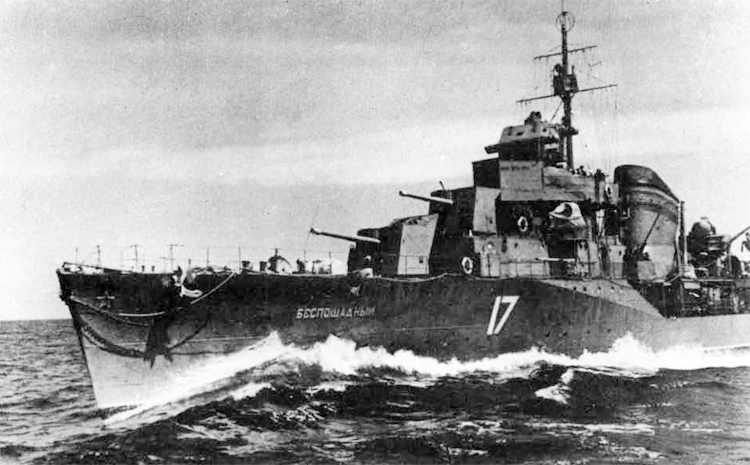
Destructor soviético Besposhchadny

El 30 de septiembre, la Flota del Mar Negro bajo su mando y planificación realizó un intento fallido de interceptar los transportes alemanes que evacuan a las tropas y el equipo de la región de Kubán (véase batalla de Kuban). Durante la noche del 5 al 6 de octubre, el destructor Járkov y los más pequeños destructores Besposhchadny y Sposobny intentaron interceptar los convoyes de evacuación alemanes frente a la costa de Crimea, pero nuevamente fracasaron. El Járkov  bombardeó Yalta y Alushta mientras los dos destructores más pequeños navegaban a vapor para hacer lo mismo con Feodosia. El último par de destructores fue atacado por cinco lanchas torpederas alemanes de la 1.ª Flotilla S-Boat en ruta. Los alemanes no pudieron dañar ninguno de los destructores y el Sposobny reclamó un impacto de uno de sus cañones de 45 mm en el S-45.
De camino a casa, los tres barcos fueron avistados por aviones de reconocimiento alemanes y atacados por bombarderos en picado Junkers Ju 87 Stuka del III./StG 3 a partir de la mañana del 6 de octubre. el Járkov resultó dañado por un primer ataque y tuvo que ser remolcado por el destructor Sposobny. El segundo ataque dañó gravemente el Besposhchadny, a pesar de la cobertura de los cazas soviéticos, y el Sposobny tuvo que alternarse para remolcarlo junto con el Járkov. La tripulación del Járkov logró que una caldera volviera a funcionar alrededor de las 14:00h, pero una tercera incursión, diez minutos más tarde, hundió el Besposhchadny y dejó sin energía a bordo del Sposobny con dos impactos cercanos. Su tripulación logró volver a poner en movimiento el barco en media hora, pero el siguiente ataque hundió el Járkov a las 15:37h. El Sposobny pasó dos horas rescatando a los supervivientes, pero también fue hundido por la quinta ola de aviones alemanes, que se anotaron tres impactos directos. Cientos de marineros se ahogaron con los tres barcos, y el incidente llevó a Stalin a emitir una orden que prohibía el uso de buques del tamaño de un destructor o más grandes sin su permiso expreso.
El 6 de octubre de 1943, debido al fiasco de la incursión y a las graves pérdidas sufridas por la Flota del Mar Negro, Vladímirski fue destituido del puesto de comandante de la flota, reducido en rango militar a contraalmirante y nombrado comandante de un escuadrón de barcos de la Flota del Báltico.
En el verano de 1944, los barcos del escuadrón proporcionaron fuego de apoyo a las fuerzas terrestres durante La Ofensiva de Víborg-Petrozavodsk, en el istmo de Carelia, contra Finlandia en esa época aliada con la Alemania nazi. Por esta acción recibió la Orden de Ushakov de 2.º grado. Estuvo al mando del escuadrón hasta diciembre de 1946.

### Posguerra

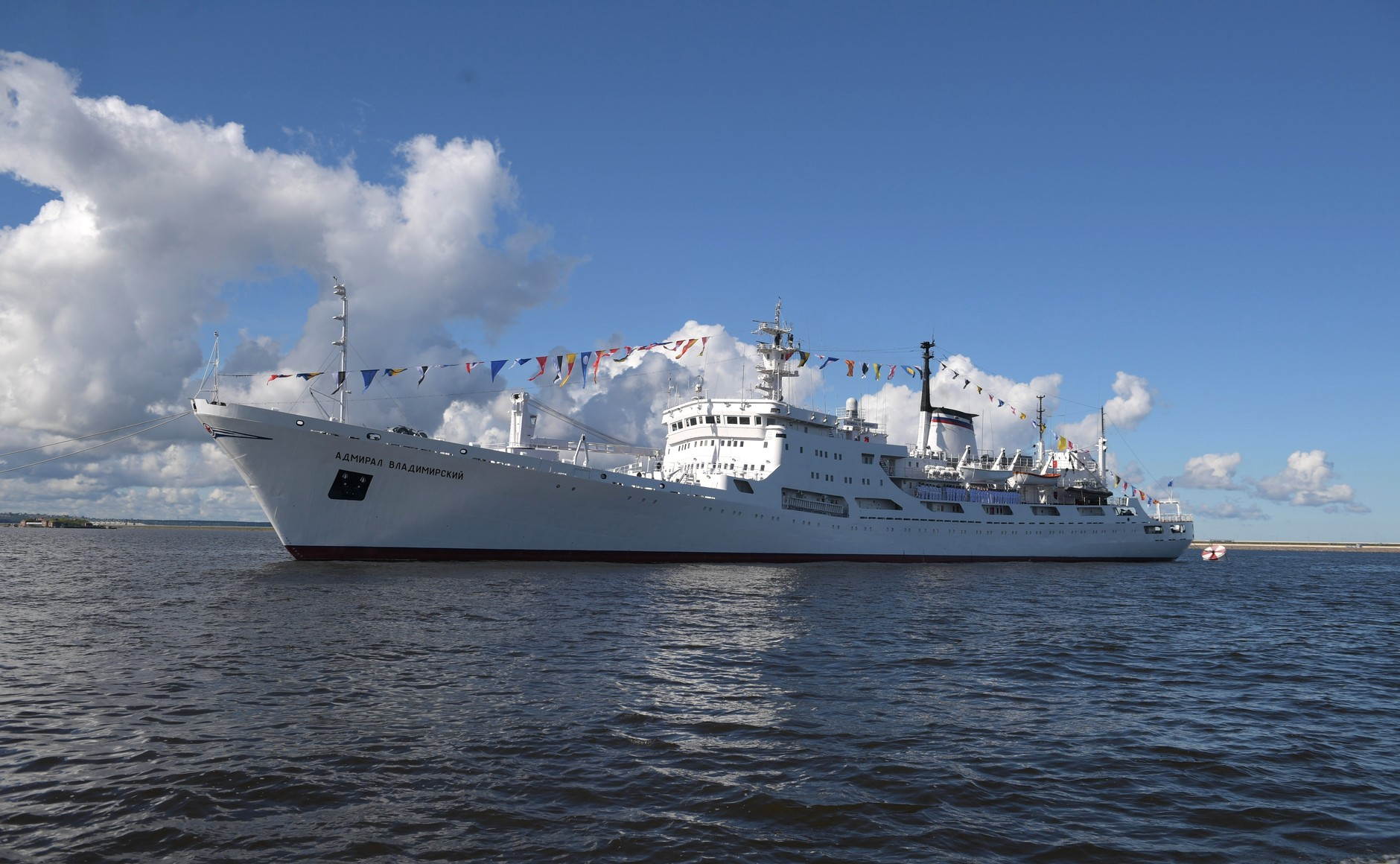
Buque de investigación oceanográfica Almirante Vladímirski

En 1947, fue nombrado Almirante-Inspector de la Inspección Principal de las Fuerzas Armadas, y luego se desempeñó como Jefe de la administración de instituciones educativas navales, Inspector Jefe Adjunto de las Fuerzas Armadas para las Fuerzas Navales Militares (VMF). Desde 1952, fue Jefe de la Dirección General de Entrenamiento Militar de la Armada, y desde abril de 1953, Jefe de la administración de entrenamiento de combate VMF, convirtiéndose en el Adjunto Glavkom VMF sobre construcción naval en marzo de 1955. Entre 1956 y 1959, Vladímirski fue Presidente del comité científico y técnico naval.
A partir de 1959, trabajó predominantemente en funciones científicas y pedagógicas, en particular como subjefe de la Academia Naval (1962 -1967) y profesor-consultor de la academia (1967-1970). De 1961 a 1968, líder y participante de varias expediciones científicas oceanográficas e hidroacústicas en los océanos Atlántico, Índico y Pacífico, en 1968 realizó una expedición alrededor del mundo en el buque oceanográfico Polus (Polo).
Retirado del servicio desde mayo de 1970. Falleció el 7 de septiembre de 1973 y fue enterrado en el cementerio Novodévichi de Moscú.
El buque de investigación oceanográfica Almirante Vladímirski (Адмирал Влади́мирский), bautizado en su honor, es actualmente parte del Servicio Hidrográfico de la Armada de Rusia.

## Condecoraciones
A lo largo de su vida militar Lev Vladímirski recibió las siguientes condecoraciones:
- Orden de Lenin, dos veces
- Orden de la Bandera Roja, tres veces
- Orden de Suvórov de 2.do grado
- Orden de Ushakov de 2.do grado
- Medalla Conmemorativa por el Centenario del Natalicio de Lenin, «Al Valor Militar»
- Medalla Conmemorativa del 250.º Aniversario de Leningrado
- Medalla por la Defensa del Cáucaso
- Medalla por la Defensa de Odesa
- Medalla por la Defensa de Sebastopol
- Medalla de la victoria sobre Alemania en la Gran Guerra Patriótica 1941-1945
- Medalla Conmemorativa del 20.º Aniversario de la Victoria en la Gran Guerra Patria de 1941-1945
- Medalla del 20.º Aniversario del Ejército Rojo de Obreros y Campesinos
- Medalla del 30.º Aniversario de las Fuerzas Armadas de la URSS
- Medalla del 40.º Aniversario de las Fuerzas Armadas de la URSS
- Medalla del 50.º Aniversario de las Fuerzas Armadas de la URSS
- Medalla de la Amistad Chino-Soviética.